# 朗斯 (瓦莱州)
朗斯（法語：Lens，法語發音：[lɛ̃s]）是瑞士瓦莱州的一个市镇，位於該國南部，面積13.91平方公里，海拔高度1,129米，2011年人口3,858，八成人口信奉羅馬天主教，人口密度每平方公里277人。

## 外部連結
- Official website（页面存档备份，存于） （法文）